# 吉利斯 (路易斯安那州)
吉利斯（英語：Gillis）是位於美國路易斯安那州卡爾克蘇堂區的一個普查規定居民點。

## 人口
根據2020年美國人口普查的數據，吉利斯的面積為4.32平方千米，當中陸地面積為4.32平方千米，而水域面積為0.00平方千米。當地共有人口800人，而人口密度為每平方千米185.19人。